# Lynn Swann
Lynn Curtis Swann (Alcoa, 7 marzo 1952) è un politico ed ex giocatore di football americano statunitense che ha giocato nel ruolo di wide receiver per i Pittsburgh Steelers della National Football League dal 1974 al 1982 vincendo quattro Super Bowl e venendo premiato come MVP del Super Bowl X.
Nel 2001 è stato inserito nella Pro Football Hall of Fame.

## Carriera professionistica

### Pittsburgh Steelers
Swann fu selezionato dai Pittsburgh Steelers con la 21ª scelta del primo giro del Draft NFL 1974. La classe del Draft degli Steelers del '74 è considerata come una delle migliori della storia della NFL con ben 4 Hall of Famer: Swann, John Stallworth, Mike Webster e Jack Lambert.
Swann trascorse tutta la sua carriera NFL con gli Steelers indossando la maglia numero 88. Nella sua stagione da rookie, egli guidò la NFL con 577 yard ritornate dai punt, un record di franchigia e il quarto risultato nella storia della NFL all'epoca. Egli vinse il suo primo anello, e il primo della storia degli Steelers, nel Super Bowl IX dove tuttavia non registrò alcuna ricezione a causa delle difficoltà offensive (il quarterback di Pittsburgh Terry Bradshaw completò solo 9 passaggi nella partita). Egli però ritornò 3 punt per 34 yard.
La stagione successiva fu la migliore della carriera per Swann. Egli ricevette 49 passaggi per 781 yard, guidando la lega con 11 touchdown. Nella finale della AFC contro gli Oakland Raiders George Atkinson rifilò un feroce colpo gratuito a Swann. Egli soffrì una commozione cerebrale che lo costrinse a passare due giorni in ospedale ma sorprese molti tornando a giocare per il Super Bowl X. Swann totalizzò 4 prese per il record del Super Bowl di 161 yard ed un touchdown nella partita, aiutando gli Steelers a vincere 21–17 e diventando il primo wide receiver a vincere il titolo di MVP.
Tre stagioni dopo, gli Steelers tornarono in finale al Super Bowl XIII. Nella partita, Swann ricevette sette passaggi per 124 yard segnando il touchdown finale per Pittsburgh nella loro vittoria 35-31sui Dallas Cowboys. Gli Steelers trionfando nuovamente nel Super Bowl l'anno seguente nella stagione 1979, dove Swann ricevette 5 passaggi per 79 yard e un touchdown nella vittoria di Pittsburgh 31-19 nel Super Bowl XIV. In totale, Swann ricevette 364 yards (398 totali) nei suoi 4 Super Bowl, entrambi record del Super Bowl all'epoca.
Swann si ritirò dopo la stagione 1982 con quattro anelli del Super Bowl. Egli totalizzò 336 ricezioni in carriera per 5.462 yard e 51 touchdown, più 72 yard corse, un TD su corsa, 739 yard ritornate dai punt e un touchdown. Fu convocato tre volte per il Pro Bowl (1975, 1977, 1978) ed inserito nella formazione ideale della NFL degli anni 1970. Nel 2001 fu inserito nella Pro Football Hall of Fame, un anno prima del compagno John Stallworth.

## Palmarès

### Franchigia
- Super Bowl : 4

Pittsburgh Steelers: IX, X, XIII, XIV
- American Football Conference Championship: 4

Pittsburgh Steelers: 1974, 1975, 1978, 1979

### Individuale
- MVP del Super Bowl X
- (3) Pro Bowl (1975, 1977, 1978)
- (1) First Team All-Pro (1978)
- (2) Second Team All-Pro (1975, 1977)
- Leader della NFL in touchdown su ricezione (1975)
- PFWA All-Rookie Team - 1974
- Formazione ideale della NFL degli anni 1970
- Pro Football Hall of Fame

## Statistiche
| Yard su ricezione      | 5.462 |
| Touchdown su ricezione | 51    |